# Seilh
Seilh (em occitano:  Selh) é uma comuna francesa na região administrativa da Occitânia, no departamento do Alto Garona. Estende-se por uma área de 6.16 km², com 3.277 habitantes, segundo o censo de 2018, com uma densidade de 530 hab/km².